# Europastraße 52
Die Europastraße 52 (kurz: E 52) ist eine 554 km lange, in Ost-West-Richtung verlaufende Europastraße. Sie führt durch die Länder Frankreich, Deutschland und Österreich.

## Verlauf
Die E 52 beginnt im französischen Straßburg und führt auf der Trasse der Nationalstraße N4 an die deutsch-französische Grenze. Ab Kehl folgt die E 52 dann der B 28, von wo aus sie dann bei Appenweier auf die A 5 Richtung Karlsruhe wechselt.
Ab dem Dreieck Karlsruhe folgt die E 52 der A 8 Richtung München, welche an Stuttgart, Ulm und Augsburg vorbeiführt. Kurzzeitig wechselt die Streckenführung dann auf die um München herumführende A 99. Ab dem Kreuz München Nord verläuft sie zusammen mit der aus Nürnberg (A9) kommenden Europastraße 45 auf einer Trasse, bevor sie im Süden der Stadt wieder auf die A 8 führt.
Von München aus führt die E 52 auf der Trasse der A 8 gemeinsam mit der E 45 von München bis Dreieck Inntal und ab dem Dreieck Inntal gemeinsam mit der Europastraße 60 schließlich bis an die deutsch-österreichische Grenze, wo sie auf die österreichische West Autobahn A1 wechselt und schließlich bei Salzburg endet.